# Statuia „Ultima grenadă” din Bușteni
Statuia „Ultima grenadă” - a caporalului Constantin Mușat din Bușteni este un monument istoric aflat pe teritoriul orașului Bușteni.

## Galerie

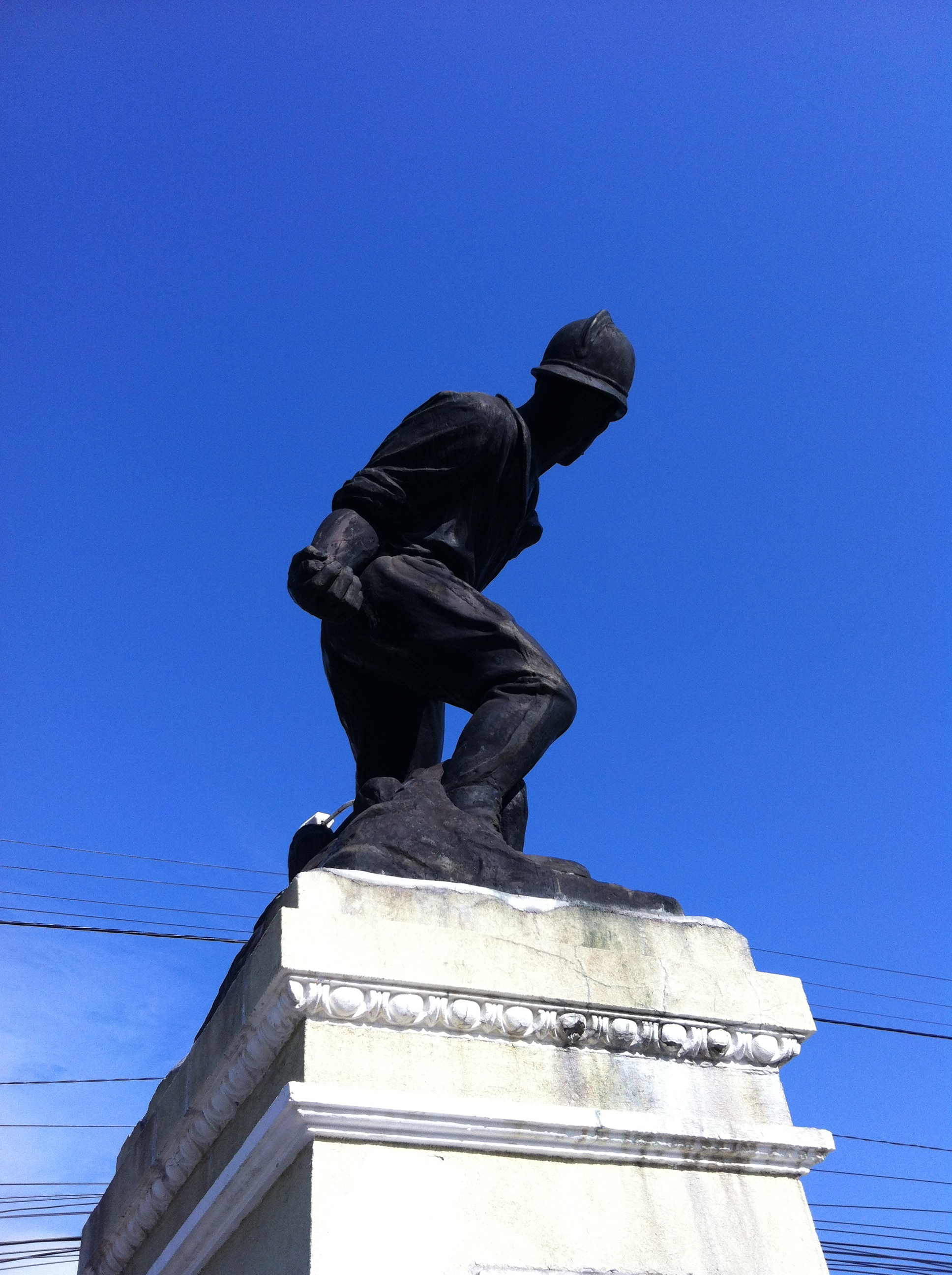
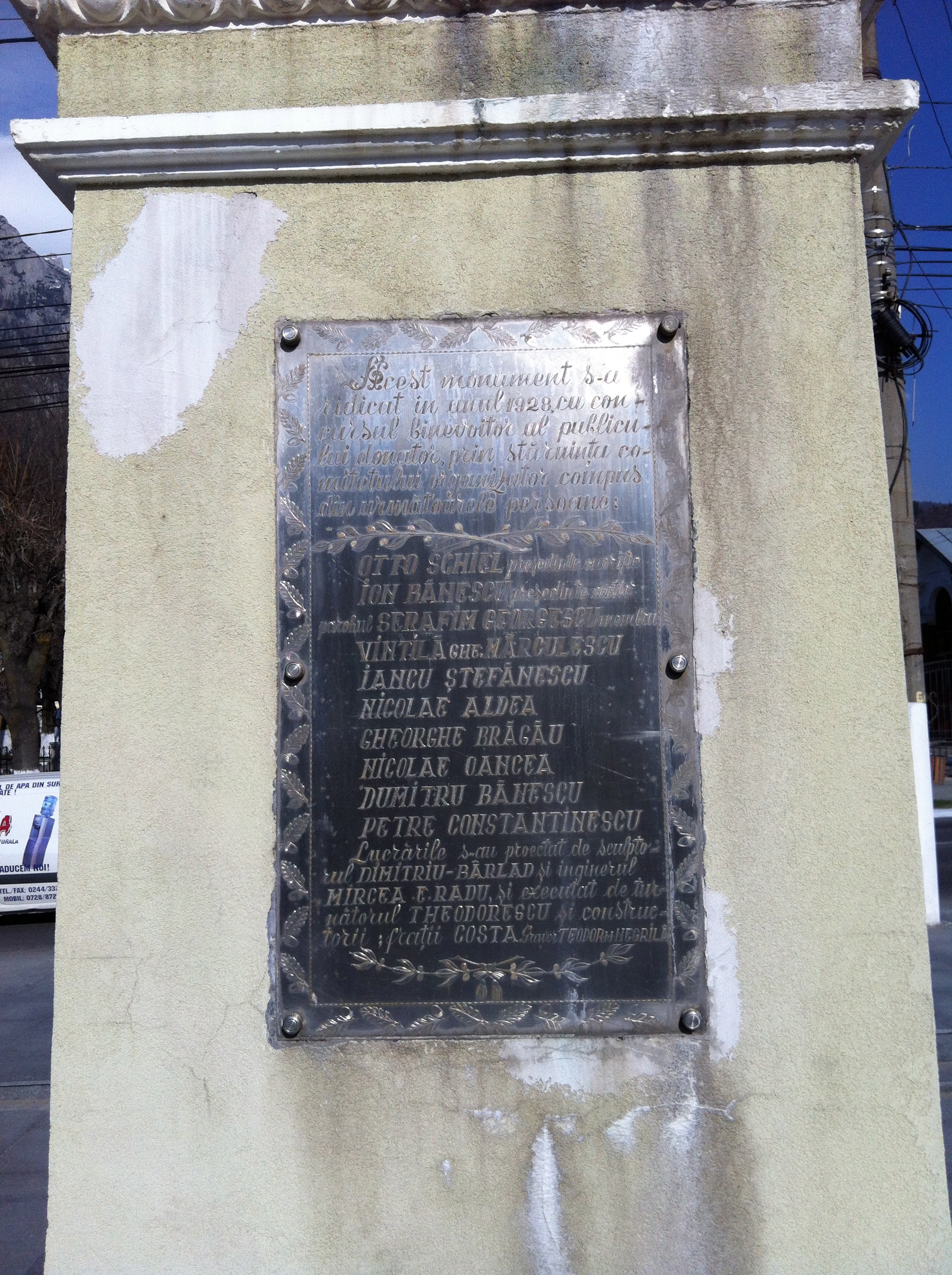
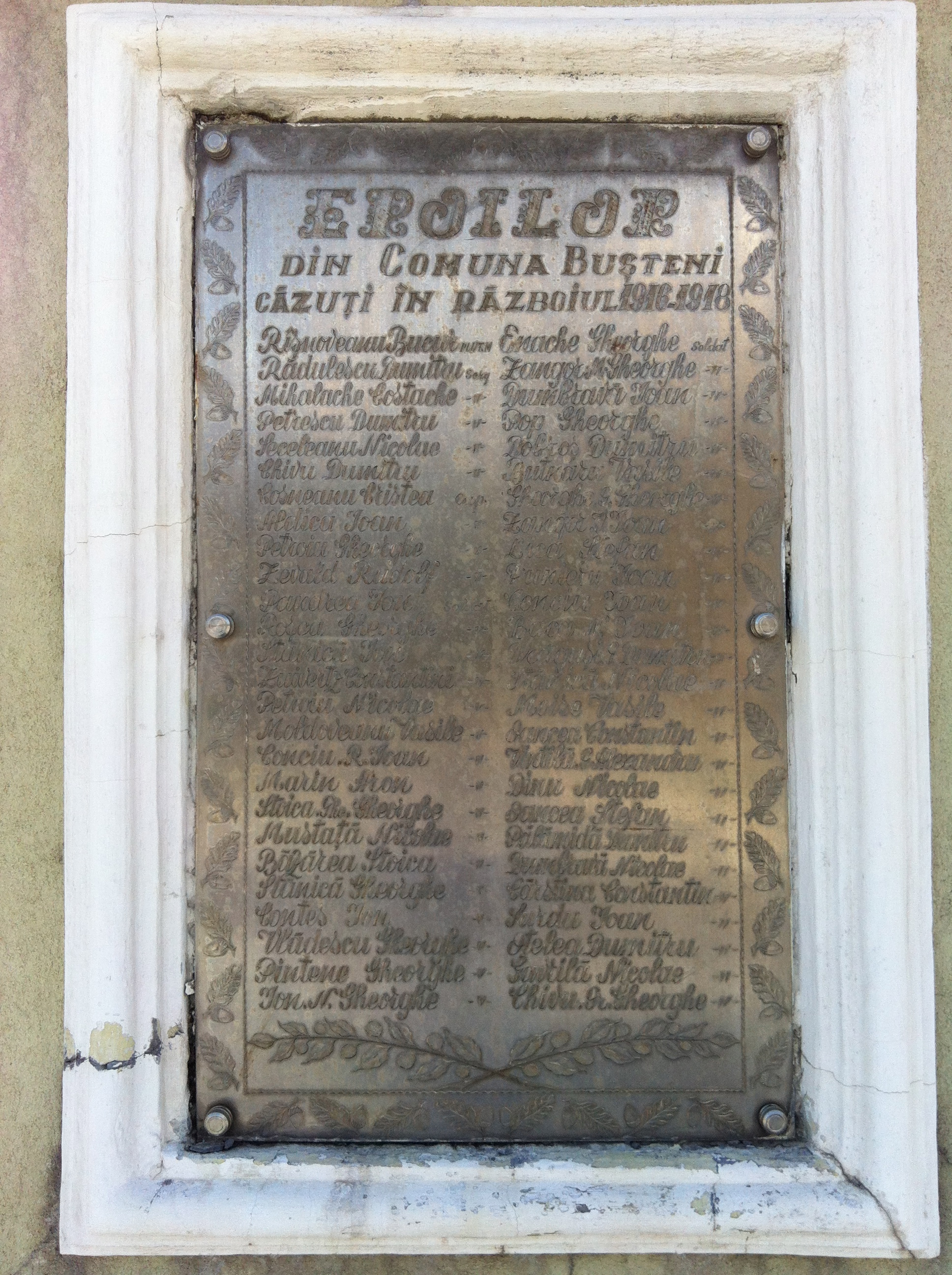
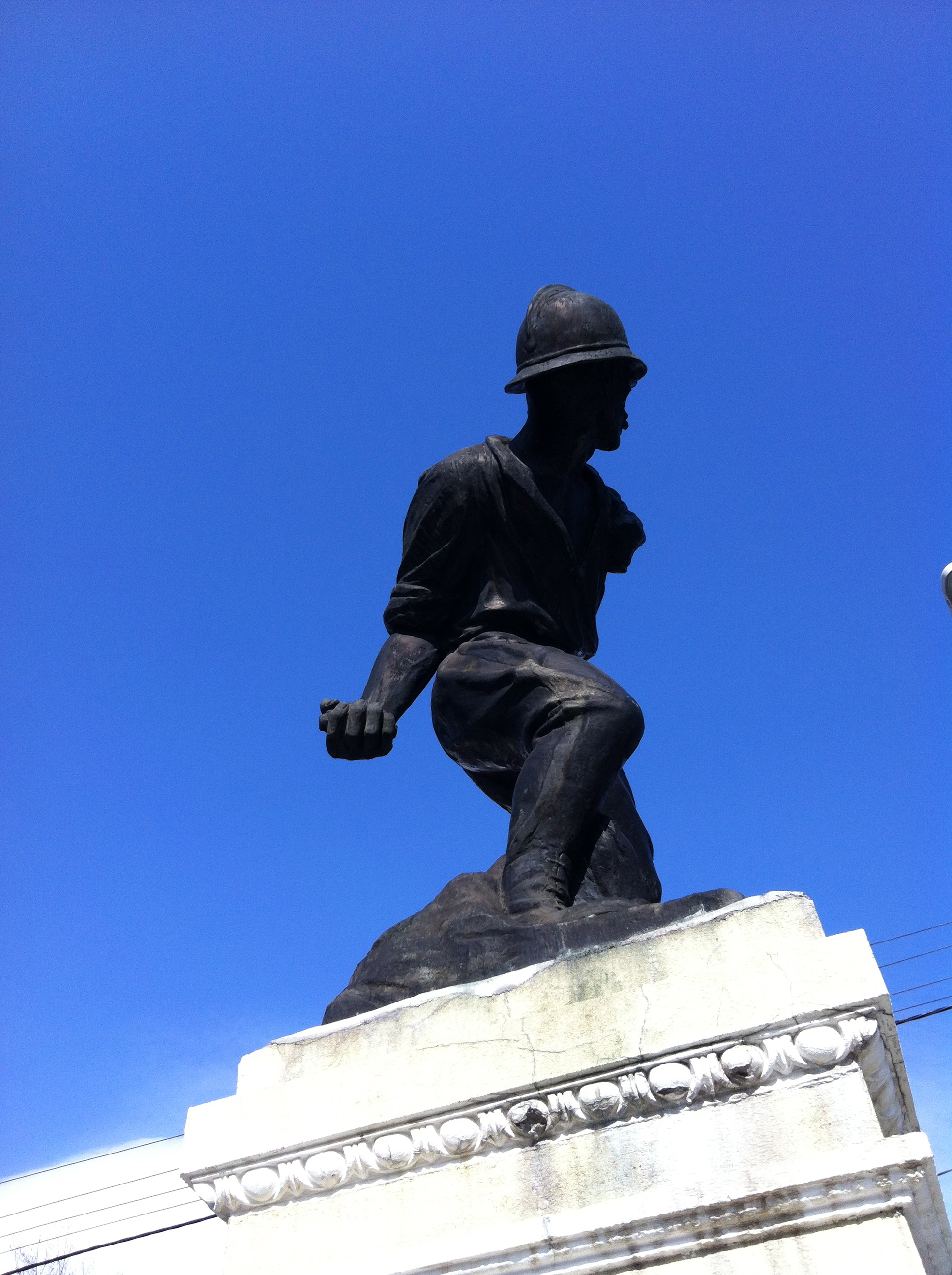
